# Josh Koscheck
Josh D. Koscheck (Waynesburg, 30 novembre 1977) è un ex artista marziale misto statunitense.
Ha combattuto nella divisione dei pesi welter per l'organizzazione statunitense UFC dal 2005 al 2015 e nel 2010 è stato un contendente al titolo di categoria ma venne sconfitto dal campione in carica Georges St-Pierre.
Entrato nella federazione grazie alla prima stagione del reality show The Ultimate Fighter, ha fatto da allenatore nella dodicesima stagione dello stesso come capitano del team contrapposto a quello di GSP.

## Carriera nelle arti marziali miste

### Inizi
Koscheck vanta un ottimo background di lotta libera: nel 2001 ha infatti vinto il campionato NCAA nella categoria delle 174 libbre ed è stato per ben quattro volte un all-american.

### Ultimate Fighting Championship
"Kos" entra nella UFC grazie al reality show The Ultimate Fighter, al quale partecipa come peso medio: nei quarti di finale sconfigge Chris Leben ma perde la semifinale contro Diego Sanchez.
Il suo primo incontro ufficiale avviene nel 2005 contro Chris Sanford, terminato con una vittoria: dopo quell'incontro combatte per sei volte negli eventi Fight Night, serie terminata con un record di 5-1 causa la sconfitta contro Drew Fickett.
Nel 2007, all'evento UFC 69: Shootout, si prende la rivincita contro Sanchez e successivamente perde contro il fuoriclasse Georges St-Pierre; dopo quell'incontro mette insieme un record di 5-2, che gli permette di lottare per il titolo nel caso sconfiggesse Paul Daley al match eliminatorio: così avvenne e l'11 dicembre 2010 poté affrontare di nuovo St-Pierre, ma anche questo secondo incontro terminò con una sconfitta ai punti.
Kos si riprese bene da quella sconfitta riscattandosi sul leggendario Matt Hughes con una vittoria per KO, mentre nel 2012 fece più fatica contro Mike Pierce vincendo per pochi punti; nel maggio 2012 non riuscì a proseguire la propria striscia di vittorie, venendo sconfitto ai punti per decisione non unanime dall'emergente Johny Hendricks. Torna a combattere il 23 febbraio 2013 quando viene messo KO da Robbie Lawler al primo round, subendo un incredibile upset.
In agosto avrebbe dovuto affrontare il fuoriclasse di jiu jitsu brasiliano ed ex contendente al titolo dei pesi medi Demian Maia ma Koscheck subì un infortunio a meno di un mese dalla sfida e diede forfait; dovette attendere novembre per affrontare l'ex Strikeforce Tyron Woodley, il quale mise KO Koscheck infliggendogli la terza sconfitta consecutiva.
Koscheck venne sconfitto per la quarta volta consecutiva nel febbraio 2015 per mano di Jake Ellenberger, mentre un mese dopo perde per la quinta volta di fila contro il brasiliano Erick Silva venendo sottomesso al primo round.

### Bellator MMA e ritiro
A giugno venne annunciata la firma da parte di Koscheck per la federazione Bellator MMA. Come match di debutto doveva affrontare Matthew Secor il 29 gennaio 2016 nel main event della card, ma a causa di un infortunio da parte di Kosheck il match venne cancellato.
Il 18 febbraio 2017 viene battuto per KO tecnico alla prima ripresa da Mauricio Alonso e il 28 giugno 2018 annuncia il ritiro dalle MMA.

## Risultati nelle arti marziali miste
Gli incontri segnati su sfondo grigio si riferiscono ad incontri di esibizione non ufficiali o comunque non validi per essere integrati nel record da professionista.
| Risultato | Record | Avversario        | Metodo                                 | Evento                            | Data              | Round | Tempo | Città                        | Note                                           |
| --------- | ------ | ----------------- | -------------------------------------- | --------------------------------- | ----------------- | ----- | ----- | ---------------------------- | ---------------------------------------------- |
| Sconfitta | 17-11  | Mauricio Alonso   | KO tecnico (pugni)                     | Bellator 172                      | 18 febbraio 2017  | 1     | 4:42  | San Jose, Stati Uniti        |                                                |
| Sconfitta | 17-10  | Erick Silva       | Sottomissione (ghigliottina)           | UFC Fight Night: Maia vs. LaFlare | 21 marzo 2015     | 1     | 4:21  | Rio de Janeiro, Brasile      |                                                |
| Sconfitta | 17-9   | Jake Ellenberger  | Sottomissione (north south choke)      | UFC 184: Rousey vs. Zingano       | 28 febbraio 2015  | 2     | 4:20  | Los Angeles, Stati Uniti     |                                                |
| Sconfitta | 17-8   | Tyron Woodley     | KO (pugni)                             | UFC 167: St-Pierre vs. Hendricks  | 16 novembre 2013  | 1     | 4:38  | Las Vegas, Stati Uniti       |                                                |
| Sconfitta | 17-7   | Robbie Lawler     | KO Tecnico (pugni)                     | UFC 157: Rousey vs. Carmouche     | 23 febbraio 2013  | 1     | 3:57  | Anaheim, Stati Uniti         |                                                |
| Sconfitta | 17-6   | Johny Hendricks   | Decisione (non unanime)                | UFC on Fox: Diaz vs. Miller       | 5 maggio 2012     | 3     | 5:00  | East Rutherford, Stati Uniti |                                                |
| Vittoria  | 17-5   | Mike Pierce       | Decisione (non unanime)                | UFC 143: Diaz vs. Condit          | 4 febbraio 2012   | 3     | 5:00  | Las Vegas, Stati Uniti       |                                                |
| Vittoria  | 16–5   | Matt Hughes       | KO (pugni)                             | UFC 135: Jones vs. Rampage        | 24 settembre 2011 | 1     | 4:59  | Denver, Stati Uniti          |                                                |
| Sconfitta | 15–5   | Georges St-Pierre | Decisione (unanime)                    | UFC 124: St-Pierre vs. Koscheck 2 | 11 dicembre 2010  | 5     | 5:00  | Montréal, Canada             | Per il titolo dei Pesi Welter UFC              |
| Vittoria  | 15–4   | Paul Daley        | Decisione (unanime)                    | UFC 113: Machida vs. Shogun 2     | 8 maggio 2010     | 3     | 5:00  | Montréal, Canada             | Eliminatoria per il titolo dei Pesi Welter UFC |
| Vittoria  | 14–4   | Anthony Johnson   | Sottomissione (rear naked choke)       | UFC 106: Ortiz vs. Griffin 2      | 21 novembre 2009  | 2     | 4:47  | Las Vegas, Stati Uniti       |                                                |
| Vittoria  | 13–4   | Frank Trigg       | KO Tecnico (pugni)                     | UFC 103: Franklin vs. Belfort     | 19 settembre 2009 | 1     | 1:25  | Dallas, Stati Uniti          |                                                |
| Sconfitta | 12–4   | Paulo Thiago      | KO (montante)                          | UFC 95: Sanchez vs. Stevenson     | 21 febbraio 2009  | 1     | 3:29  | Londra, Regno Unito          |                                                |
| Vittoria  | 12–3   | Yoshiyuki Yoshida | KO (pugno)                             | UFC: Fight for the Troops         | 10 dicembre 2008  | 1     | 2:15  | Fayetteville, Stati Uniti    |                                                |
| Sconfitta | 11–3   | Thiago Alves      | Decisione (unanime)                    | UFC 90: Silva vs. Côté            | 25 ottobre 2008   | 3     | 5:00  | Rosemont, Stati Uniti        |                                                |
| Vittoria  | 11–2   | Chris Lytle       | Decisione (unanime)                    | UFC 86: Jackson vs. Griffin       | 5 luglio 2008     | 3     | 5:00  | Las Vegas, Stati Uniti       |                                                |
| Vittoria  | 10–2   | Dustin Hazelett   | KO Tecnico (calcio alla testa e pugni) | UFC 82: Pride of a Champion       | 1º marzo 2008     | 2     | 1:24  | Columbus, Stati Uniti        |                                                |
| Sconfitta | 9–2    | Georges St-Pierre | Decisione (unanime)                    | UFC 74: Respect                   | 25 agosto 2007    | 3     | 5:00  | Las Vegas, Stati Uniti       |                                                |
| Vittoria  | 9–1    | Diego Sanchez     | Decisione (unanime)                    | UFC 69: Shootout                  | 7 aprile 2007     | 3     | 5:00  | Houston, Stati Uniti         |                                                |
| Vittoria  | 8–1    | Jeff Joslin       | Decisione (unanime)                    | UFC Fight Night: Sanchez vs Riggs | 13 dicembre 2006  | 3     | 5:00  | San Diego, Stati Uniti       |                                                |
| Vittoria  | 7–1    | Jonathan Goulet   | KO Tecnico (Sottomissione ai pugni)    | UFC Ultimate Fight Night 6        | 17 agosto 2006    | 1     | 4:10  | Las Vegas, Stati Uniti       |                                                |
| Vittoria  | 6–1    | Dave Menne        | Decisione (unanime)                    | UFC Ultimate Fight Night 5        | 28 giugno 2006    | 3     | 5:00  | Las Vegas, Stati Uniti       |                                                |
| Vittoria  | 5–1    | Ansar Chalangov   | Sottomissione (rear naked choke)       | UFC Ultimate Fight Night 4        | 6 aprile 2006     | 1     | 3:29  | Las Vegas, Stati Uniti       |                                                |
| Sconfitta | 4–1    | Drew Fickett      | Sottomissione (rear naked choke)       | UFC Ultimate Fight Night 2        | 3 ottobre 2005    | 3     | 4:38  | Las Vegas, Stati Uniti       |                                                |
| Vittoria  | 4–0    | Pete Spratt       | Sottomissione (rear naked choke)       | UFC Ultimate Fight Night          | 6 agosto 2005     | 1     | 1:53  | Las Vegas, Stati Uniti       | Passa ai Pesi Welter                           |
| Vittoria  | 3–0    | Chris Sanford     | KO (pugni)                             | The Ultimate Fighter 1 Finale     | 9 aprile 2005     | 1     | 4:21  | Las Vegas, Stati Uniti       | Debutto in UFC, Pesi medi                      |
| Sconfitta | NU     | Diego Sanchez     | Decisione (non unanime)                | The Ultimate Fighter 1            | 28 marzo 2005     | 3     | 5:00  | Las Vegas, Stati Uniti       | Torneo dei Pesi Medi TUF 1, Semifinale         |
| Vittoria  | NU     | Chris Leben       | Decisione (unanime)                    | The Ultimate Fighter 1            | 21 febbraio 2005  | 2     | 5:00  | Las Vegas, Stati Uniti       | Torneo dei Pesi Medi TUF 1, Primo turno        |
| Vittoria  | 2–0    | Luke Cummo        | Decisione (unanime)                    | Ring of Combat 6                  | 24 aprile 2004    | 3     | 5:00  | Elizabeth, Stati Uniti       |                                                |
| Vittoria  | 1–0    | Cruz Cachon       | Sottomissione (presa al collo)         | King of the Rockies               | 3 gennaio 2004    | 3     | 2:57  | Fort Collins, Stati Uniti    |                                                |